# Detroit (Maine)
Detroit es un pueblo ubicado en el condado de Somerset, en el estado estadounidense de Maine. En el Censo de 2010 tenía una población de 852 habitantes y una densidad de 16,11 personas por km².

## Geografía
Detroit se encuentra ubicado en las coordenadas 44°46′20″N 69°18′8″O / 44.77222, -69.30222. Según la Oficina del Censo de los Estados Unidos, Detroit tiene una superficie total de 52.87 km², de la cual 52.44 km² corresponden a tierra firme y (0.81%) 0.43 km² es agua.

## Demografía
Según el censo de 2010, había 852 personas residiendo en Detroit. La densidad de población era de 16,11 hab./km². De los 852 habitantes, Detroit estaba compuesto por el 98.59% blancos, el 0.12% eran afroamericanos, el 0.7% eran amerindios y el 0.59% pertenecían a dos o más razas. Del total de la población, el 1.17% eran hispanos o latinos de cualquier raza.